# دریژان پایین
دریژان پایین، روستایی از توابع بخش مرکزی شهرستان دورود در استان لرستان ایران است.کربلایی خدا کرم دلیخون ،دایی خاندان بیات از بزرگان این روستا بوده اند.بیات ها از قدیمی ها و بزرگان این ده بزرگ به شمار میرفتند

## جمعیت
این روستا در دهستان ژان قرار دارد و براساس سرشماری مرکز آمار ایران در سال ۱۳۸۵، جمعیت آن ۳۶۲ نفر (۸۷خانوار) بوده‌است.